# 睡觉的中国人
睡觉的中国人（sleepingChinese.com）是德国人贝尔恩德·哈格曼（Bernd  Hagemann）创建的一个收集中国人各种睡姿网站。
哈格曼是一个在世界各地游历过20年的背包客，他利用在中国上海生活的6年时间，拍摄了750余张照片中国人睡觉的照片，然后将这些放到他自己创建的sleepingChinese.com网站上。照片总共分为四类：New（最新的）、Hardsleepers（硬睡族）、Softsleepers（软睡族）、Groupsleepers（群睡族）。这个网站在2009年6月底被网友介绍到中国后，迅速引起中国网友的关注，值得注意的是，此次“爱国”的网民并没有指责哈格曼丑化国人，反而欣赏他，认为哈格曼的角度独特，让世人看到了中国人生活的艰辛，和中国真实的一面。哈格曼自己也表示他不丑化任何人，他只想用镜头和网站记录特别的文化。